# Unione Nazionale per il Futuro di Monaco
L'Unione nazionale per il futuro di Monaco (in francese: Union nationale pour l'avenir de Monaco) è un partito politico monegasco di orientamento centrista.
Fa parte dell'Unione per Monaco, l'alleanza che ha vinto le elezioni legislative del 2008 con il 52,2% del voto popolare. Attualmente detiene 4 seggi su 24 al Consiglio Nazionale.